# Scatophila parva
Scatophila parva är en tvåvingeart som beskrevs av Cresson 1935. Scatophila parva ingår i släktet Scatophila och familjen vattenflugor. Inga underarter finns listade i Catalogue of Life.